# Масарик, Ян
Ян Га́рриг Ма́сарик (чеш. Jan Garrigue Masaryk; 14 сентября 1886, Прага, Австро-Венгрия — 10 марта 1948, там же, Чехословакия) — чехословацкий дипломатический и государственный деятель. В 1940—1948 годах — министр иностранных дел Чехословакии. Сын первого президента Чехословакии Томаша Масарика.

## Биография

### Ранние годы
Родился в Праге, в семье профессора Томаша Масарика и его супруги, американки Шарлотты Гарриг, родственницы Чарльза Крейна. Масарик получал образование в Праге, а затем в США, где зарабатывал собственным трудом, работая, в частности, служащим в сталелитейной компании. В Америку Ян приехал в 1907 году. Его приняли на принадлежавший Крейнам сталелитейный завод в Бриджпорте. Шесть лет Ян Масарик был то чернорабочим, то просеивателем песка, то формовщиком, но вспоминал проведённые в Бриджпорте годы, как одни из самых счастливых в своей жизни. Он вернулся домой в 1913 году.
Во время Первой мировой войны воевал в рядах Австро-венгерской армии. После распада Австро-Венгрии и образования Чехословакии поступил на дипломатическую службу, с 1919 по 1922 год был поверенным в делах Чехословакии в США, а в 1925 году стал послом в Великобритании. Эту должность он продолжил занимать и после ухода с поста президента страны его отца, Томаша Масарика, в 1935 году.

### Вторая мировая война
В начале октября 1938 года Судетская область Чехословакии вошла в состав Германии. Другие территории Чехословакии вошли в состав Польши и Венгрии. Большинство членов правительства страны, в том числе, президент Эдвард Бенеш, ушли в отставку. Ян Масарик также оставил свой пост, но при этом остался в Лондоне. В марте 1939 года Словакия отделилась от Чехии, которая была полностью занята нацистской Германией (Протекторат Богемии и Моравии).
В 1940 году в Великобритании было сформировано чехословацкое правительство в изгнании, в котором Масарик был назначен министром иностранных дел. Во время войны он регулярно выступал на Би-би-си, обращаясь по радио к жителям оккупированной Чехословакии. 18 июля 1941 года подписал советско-чехословацкое соглашение о сотрудничестве в борьбе против Германии. В 1942 году американский колледж Бейтс присвоил Масарику учёную степень доктора юридических наук.

### Послевоенный период
После освобождения Чехословакии и окончания Второй мировой войны Масарик остался на посту министра иностранных дел страны. Несмотря на многопартийность, наибольший вес в стране имела Коммунистическая партия Чехословакии во главе с Клементом Готвальдом, позиции которых укрепились после выборов в 1946 году.
Масарик был озабочен политикой коммунистов, установивших тесные связи с СССР и отказавшихся от участия Чехословакии в осуществлении плана Маршалла. В феврале 1948 года большинство некоммунистических членов кабинета министров подали в отставку, рассчитывая на роспуск правительства и новые выборы, но вместо этого коммунистами было сформировано новое, прокоммунистическое, правительство. Случившееся вошло в историю как Февральские события в Чехословакии. Масарик, в свою очередь, не принял участия в выступлениях и остался министром иностранных дел. Он был единственным беспартийным министром в кабинете Готвальда.

### Смерть

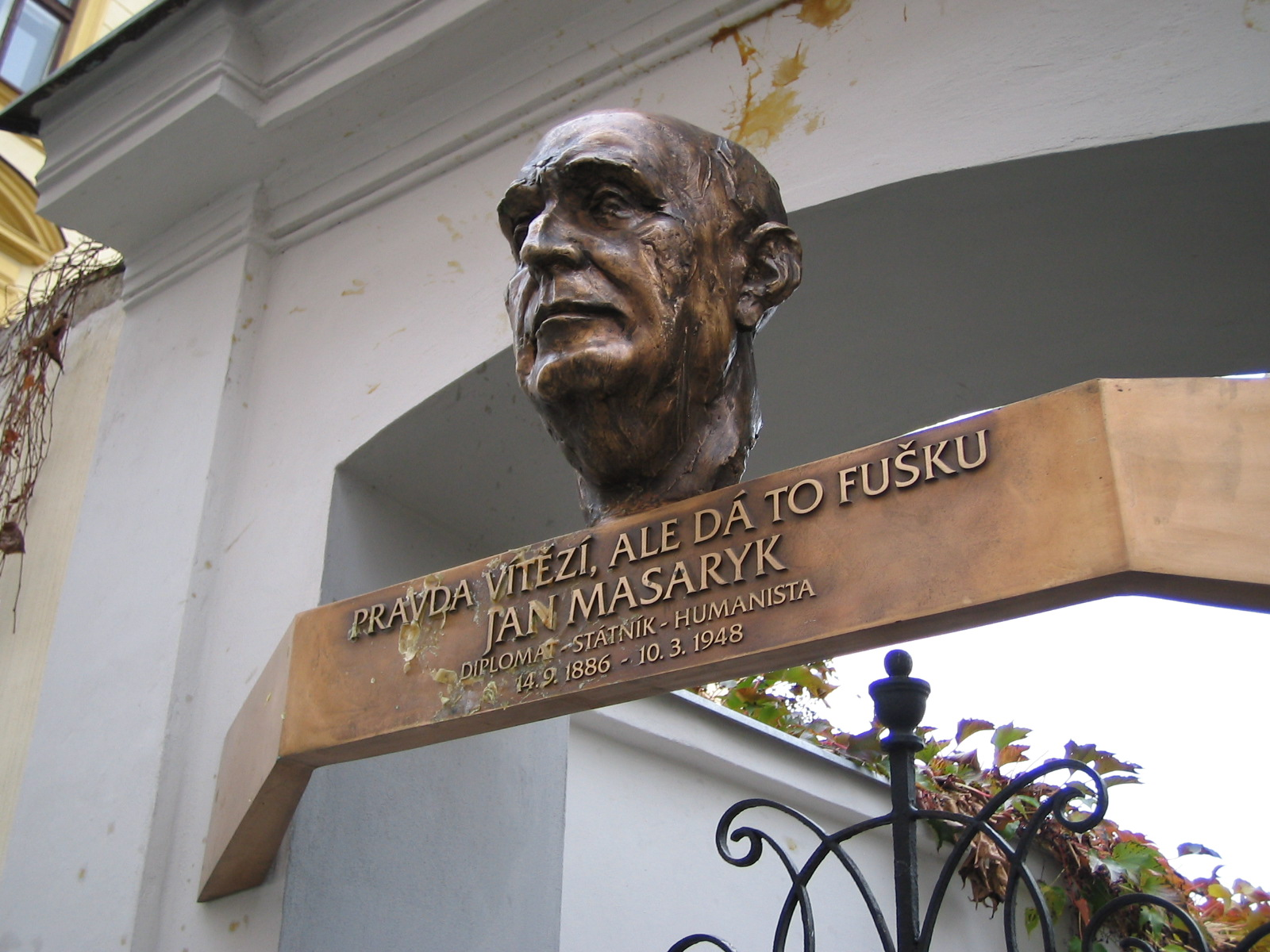
Памятная доска на доме, где жил Ян Масарик

10 марта 1948 года Ян Масарик был обнаружен мёртвым во дворе здания министерства иностранных дел («третья пражская дефенестрация»). Он лежал под окном, ведущим в ванную комнату, в пижаме. Первоначальное следствие заключило, что он покончил жизнь самоубийством.
Во время Пражских событий 1968 года властями было предпринято новое расследование обстоятельств гибели Масарика, исключившее возможность случайного падения. Третье расследование, проведённое в 1990-х годах, также констатировало факт самоубийства.
В то же время, в 1992 году в чешское посольство в Берлине пришел некто Леонид Паршин, который заявил, что его мать Елизавета (1913—2002) была кадровой сотрудницей НКВД-МГБ и знает человека, который убил Масарика. 28 марта 1994 года в эфире программы «Времечко» Елизавета Паршина сообщила, что Масарик был убит агентом МГБ, но назвать его имя отказалась. Несколько лет спустя ведущий радио «Свобода» Владимир Тольц и сотрудник Управления документации и расследований преступлений коммунизма криминальной полиции Чешской Республики полковник Илья Правда заявили, что Елизавета Паршина раскрыла имена убийц Масарика. С её слов убийство организовал начальник УКР МГБ СССР Центральной группы советских войск Михаил Белкин, а непосредственным исполнителем убийства был младший оперуполномоченный Бондаренко.
Бывший секретарь Масарика Антонин Сум заявлял в 2002 году, что не верит версиям об убийстве и по-прежнему считает, что его шеф покончил с собой — по словам Сума, в последние дни жизни Масарик находился в тяжёлой депрессии и, очевидно, решил покончить с собой.
В 2001—2003 годах пражской полицией было проведено новое расследование, по результатам которого было установлено, что Масарик был убит неустановленным лицом или группой лиц. Судебно-медицинский эксперт Иржи Страус заявил, что Масарик — грузный человек и, конечно, не спортсмен — приземлился бы гораздо ближе к зданию, если бы прыгнул. Он говорит, что факт, что Масарик был найден более чем в двух метрах от его окна, является убедительным доказательством того, что он был вытолкнут из него. Он также отметил, что Масарик приземлился на ноги — предполагая, что он пытался спасти себя от 14-метрового падения. Бюро по документации и расследованию преступлений коммунизма заявляет, что они были вынуждены закрыть дело, потому что российские власти отказываются предоставлять материалы, которые могли бы помочь идентифицировать убийц. 28 января 2025 года полиция Чехии возобновила расследование обстоятельств смерти Яна Масарика.
Похоронен в имении отца в Ланах.

## Семья
С 1924 по 1931 год Масарик состоял в браке с Фрэнсис Крейн Лизерби. Она была дочерью знаменитого промышленника, банкира и дипломата Чарльза Ричарда Крейна, наследницей крупной компании по производству водопроводных труб и оборудования и лифтов, и сестрой Ричарда Теллера Крейна II, посла США в Чехословакии. В браке с Лизерби Масарик имел троих приёмных детей: Чарльз, Роберт-младший и Ричард Крейн Лизерби, родившиеся в браке Фрэнсис с Робертом Лизерби.
Собственных детей у Масарика не было.

## Увлечение музыкой
С раннего возраста Масарик увлекался музыкой и даже хотел стать музыкантом. Именно по этой причине — с целью отвлечь сына от «несерьёзного» увлечения — Томаш Масарик отправил его в США. Здесь, помимо работы в сталелитейной компании, Ян подрабатывал как пианист при кинопроекции первых немых фильмов.
Будучи министром иностранных дел, Масарик часто после банкетов и официальных заседаний играл на фортепиано или рояле в присутствии политиков и дипломатов.